# Kneria paucisquamata
Kneria paucisquamata är en fiskart som beskrevs av Max Poll och Stewart, 1975. Kneria paucisquamata ingår i släktet Kneria och familjen Kneriidae. IUCN kategoriserar arten globalt som livskraftig. Inga underarter finns listade i Catalogue of Life.